# Taphozous melanopogon
Taphozous melanopogon (Temminck, 1841) è un pipistrello della famiglia degli Emballonuridi diffuso nel Subcontinente indiano e nell'Ecozona orientale.

## Descrizione

### Dimensioni
Pipistrello di medie dimensioni, con la lunghezza della testa e del corpo tra 67 e 86 mm, la lunghezza dell'avambraccio tra 55 e 68 mm, la lunghezza della coda tra 20 e 32 mm, la lunghezza del piede tra 8 e 15 mm, la lunghezza delle orecchie tra 16 e 24 mm e un peso fino a 29 g.

### Aspetto
La pelliccia è corta. Le parti dorsali variano dal bruno-grigiastro al bruno-giallastro, mentre le parti ventrali sono più chiare, talvolta bianche. La testa è relativamente piatta e triangolare, il muso è conico, con una depressione tra gli occhi, privo di peli e con una chiazza di lunghi peli nerastri sul mento. È privo della sacca golare, sostituita da una zona ricoperta di diversi piccoli pori che secernono una sostanza untuosa. Sul labbro inferiore è presente un solco longitudinale superficiale. Gli occhi sono relativamente grandi. Le orecchie sono triangolari con la punta smussata, rivolte all'indietro, separate tra loro, con diverse pieghe sulla superficie interna del padiglione auricolare. Il trago è corto, largo e con l'estremità leggermente arrotondata, mentre l'antitrago è lungo, semi-circolare e si estende quasi fino all'angolo posteriore della bocca. Le membrane alari sono lunghe e strette. È presente una sacca ghiandolare tra l'avambraccio ed il primo metacarpo. Le ali sono attaccate posteriormente sulla caviglia. La coda è lunga e fuoriesce dall'uropatagio a circa metà della sua lunghezza. Il calcar è lungo. 

### Ecolocazione
Emette ultrasuoni a basso ciclo di lavoro sotto forma di impulsi di breve durata a frequenza quasi costante tra 25 e 29 kHz. Sono presenti cinque armoniche.

## Biologia

### Comportamento
Si rifugia in gruppi da pochi individui fino a diverse migliaia all'interno di grotte, grosse fenditure rocciose e templi, spesso in zone ben illuminate come le entrate. I sessi vivono separati. Il volo è rapido ed alto.

### Alimentazione
Si nutre di insetti catturati sopra la volta forestale.

### Riproduzione
Danno alla luce un piccolo all'anno durante l'inverno dopo una gestazione di 120-125 giorni. Sono frequenti anche parti gemellari.

## Distribuzione e habitat
Questa specie è diffusa nel Subcontinente indiano, Cina, Indocina, Indonesia e Filippine.
Vive in ambienti forestali fino a 800 metri di altitudine. È frequente nelle aree urbane.

## Tassonomia
Sono state riconosciute 4 sottospecie:
- T.m.melanopogon: Stati indiani dell'Andhra Pradesh, Bihar, Chhattisgarh, Goa, Gujarat, Karnataka, Kerala, Madhya Pradesh, Maharashtra, Orissa, Rajasthan e Tamil Nadu; Isole Andamane, Isole Nicobare, Bangladesh, Sri Lanka; Myanmar, Thailandia, Laos, Vietnam, Cambogia, Giava, Bali, Nusa Penida, Lombok, Sumbawa, Sulawesi, Waleabahi, Sanana, Buru, Halmahera, Timor, Borneo, Bunguran;
- T.m.cavaticus (Hollister, 1913): Sumatra;
- T.m.fretensis (Thomas, 1916): Thailandia peninsulare, Penisola malese; Ko Tarutao, Pulau Angsa; Isole Perhentian, Pulau Redang[4];
- T.m.phillipinensis (Waterhouse, 1845): Isole filippine di Apo, Cabra, Cebu, Gigante, Leyte, Luzon, Malalison, Maripipi, Mindanao, Mindoro, Negros, Palawan, Poro, Sibuyan e Tincansan; province cinesi dello Yunnan e Guangxi meridionali, Guangdong, Pechino ed isola di Hainan.

## Conservazione
La IUCN Red List, considerato il vasto areale, la popolazione presumibilmente numerosa e la presenza in diverse aree protette, classifica T.melanopogon come specie a rischio minimo (Least Concern)).